# 勒韦代布鲁斯
勒韦代布鲁斯（法語：Revest-des-Brousses）是法国上普罗旺斯阿尔卑斯省的一个市镇，属于福卡尔基耶区（Forcalquier）。该市镇2009年时的人口为268人。
"布鲁斯"（Brousse）在法语中带有"荒地、荒漠"的含义

## 人口
勒韦代布鲁斯人口变化图示
| 数据来源：INSEE |